# François Chauvon
François Chauvon (Francia, 1700 circa – 1740) è stato un compositore francese.
Di questo compositore francese dell'epoca barocca si sa molto poco. Per certo si sa che fu allievo di François Couperin e che pubblicò, accanto a raccolte per voce e per altri strumenti ormai già affermati nella musica colta quali il flauto traversiere e l'oboe, composizioni per strumenti originari della musica popolare quali la mousette (cornamusa) e la vielle (ghironda).

## Opere pubblicate
- 1712 Les mille et un airs
- 1713 Pièces pour la flûte
- 1717 Cantata Le philosophe amoreux
- 1717 Cantata Le tendre solitaire
- 1717 "TIBIADES - Nouveau genre de pièces pour la flûte, et le hautbois, avec quelques sonates pour le violon" (Nuovo genere di pezzi per il flauto, e l'oboe, con qualche sonata per il violino)
- 1723 Concerto per voce e strumenti Les charmes de l'harmonie
- 1736 Les agréments champêtres